# Ворон: Лестница в небо
«Ворон: Лестница в небо» (англ. The Crow: Stairway to Heaven) — канадский супергеройский телесериал 1998 года, снятый на основе серии комиксов «Ворон» издательства Caliber Press, режиссёром Брайсом Забелом. Роль Эрика Дрейвена сыграл Марк Дакаскос, внешне немало напоминающий Брендона Ли (оригинальный исполнитель роли).
Первоначально он выходил в эфир с 25 сентября 1998 года по 22 мая 1999 год. Сериал был закрыт после первого же сезона из 22 серий из-за покупки студии Polygram компанией Universal, хотя имел высокие рейтинги и был положительно принят фанатами комикса.

## Сюжет
Молодой гитарист Эрик Дрэйвен и его возлюбленная Шелли накануне Хэллоуина погибают от рук банды, нанятой чёрными риелторами. Однако год спустя Эрик при помощи ворона — проводника из мира мёртвых в мир живых — воскресает и мстит своим убийцам, но не возвращается на небеса. Благодаря своей подруге, девочке-подростку Саре Мор, он узнаёт, что для возвращения на небо ему нужно помочь нескольким людям, попавшим в беду. В результате Эрик становится супергероем и встаёт на защиту невинных, параллельно пытаясь снова жить нормальной жизнью…

## Названия серий
| Нет. | Заголовок                     |
| --- | ----------------------------- |
| 1 | «Душа не может отдыхать»      |
| Через год после того, как он и его невеста Шелли Вебстер были убиты, Эрик Дрейвен возвращается в образе Ворона, чтобы отомстить лидеру банды Топ Доллар и его приспешникам Ти-Берду, Тин Тину и Фанбою.                                                                 |                               |
| 2 | "Одушевленный"                |
| Эрик преследует человека, нанявшего Топа Доллара, коррумпированного бизнесмена Мейса Рейеса, который на самом деле является Змеей, злой версией Ворона. |                               |
| 3 | "Получить жизнь"              |
| После того, как женщина убита в перестрелке, дух Шелли просит Эрика найти убийцу и очистить имя бывшего парня жертвы, Гила. |                               |
| 4 | "Как будто это 1999 год"      |
| Когда один из её друзей присоединяется к анархической банде, Сара проникает в неё, чтобы спасти его, но в конечном итоге попадает в плен к лидеру группы Шейну Ганту.                                                                                                   |                               |
| 5 | "Голоса"                      |
| Эрик пытается помочь Джесси Хикоку, медиуму заезжего карнавала, чьи способности используются в преступных целях недобросовестным начальником манежа Доком Коннеллом. |                               |
| 6 | «Месть одиночества»           |
| Грег Кесслер, убийца, которого арестовал Альбрехт, выходит из тюрьмы и захватывает Альбрехта, на которого он начинает ради спорта охоту на заброшенном острове у побережья Порт-Колумбии.                                                                               |                               |
| 7 | "Двойной дубль"               |
| Личность Шелли украдена женщиной, которая скрывается от коррумпированного агента ФБР, работающего на мафию. |                               |
| 8 | «Дай мне смерть»              |
| Топ Доллар сбегает из приюта и впадает в ярость, намереваясь заставить Эрика убить его, полагая, что это даст ему силы Ворона. |                               |
| 9 | "Прежде чем я проснусь"       |
| Подавленный Эрик подвергается экспериментальной форме гипноза, чтобы попытаться связаться с Шелли, но вместо этого оказывается одержимым духом предыдущего Ворона по имени Чёрное Перо.                                                                                 |                               |
| 10 | «Желание смерти»              |
| Эрик подружился с мотоциклистом-самоубийцей Джейком Томпсоном по велению призрака маленького сына Томпсона, Кейси. Работая над воссоединением этих двоих, Эрик раскрывает заговор с целью убийства Томпсона.                                                            |                               |
| 11 | «Через темный круг»           |
| Оккультный ритуал, который Эрик совершает, пытаясь добраться до Шелли, случайно вызывает дух казненного серийного убийцы Ричарда Ли Уилбэнкса, чьи демонические силы могут навредить даже Эрику.                                                                        |                               |
| 12 | «Раскрытие»                   |
| The Blackout покупает мошенник-застройщик Фрэнк Моран, жестокий муж подруги Эрика Ши. Эрик проникает и ликвидирует организацию Морана для Альбрехта, который вынужден передать Эрика органам внутренних дел .                                                           |                               |
| 13 | «Народ против Эрика Дрейвена» |
| Эрик предстаёт перед судом за убийство Шелли Вебстер. |                               |
| 14 | «Это чудесная смерть»         |
| Заключенный в тюрьму после того, как его признали виновным в убийстве Шелли, Эрик попадает в безнадежную петлю времени ночи, когда она умерла от Ковбоя-Черепа, пожелав: «Чего я действительно хочу, так это вернуться к Шелли до того, как начнется весь этот кошмар». |                               |
| 15 | "Одного поля ягода"           |
| После оправдания в убийстве Шелли Эрик встречает доктора Ханну «Коготь» Фостер, новую Ворону, убитую вместе со своей дочерью Ребеккой. |                               |
| 16 | "Никогда не говори "умереть"  |
| Сумасшедший русский преступник использует проклятую рукопись, четыре ритуальных убийства и силу, находящуюся в лофте Эрика, чтобы стать хозяином злого духа Распутина.                                                                                                  |                               |
| 17 | «Восхождение Лазаря»          |
| Эрик становится невольным подопытным группы Лазаря, древнего тайного общества, лидер которого Фредерик Бальзам стремится достичь бессмертия, перенеся свой разум в тело Ворона.                                                                                         |                               |
| 18 | "Время закрытия"              |
| Действуя через агента по имени Солей Хазард, Топ Доллар использует мистическую мелодию, чтобы увлечь Эрика и реабилитированного Фанбоя. |                               |
| 19 | «Дорога не пройдена»          |
| Эрик и Ханна разрушают банду контрабандистов людей и спасают малышку по имени Селия Мейерс. |                               |
| 20 | «Хранитель брата»             |
| Руководствуясь духом своего отца, Эрику предстоит неприятная встреча со своим проблемным сводным братом Крисом, который прячет деньги от мафии. |                               |
| 21 | "С поличным"                  |
| Когда серийный убийца, специально нацеленный на полицейских, выходит из-под контроля в Порт-Колумбии, Эрику становится все труднее и труднее контролировать свои действия в роли Ворона.                                                                                |                               |
| 22 | «Надвигающаяся буря»          |
| Получив новое тело, Фредерик Бальзам убивает всех остальных членов Группы Лазаря и использует темный ритуал, чтобы разделить Эрика и Ворону, который похищает Шелли, посланную Небесами, чтобы попытаться спасти теперь бессильного Эрика.                              |                               |

## В ролях
- Марк Дакаскос — Эрик Дрэйвен/Ворон
- Марк Гомес — Детектив Дэррил Альбрехт
- Сабина Керсэнти — Шелли Уэбстер
- Кэти Стюарт — Сара Мор
- Джон Катберт — Лейтенант Дэвид Винценнес
- Линда Бойд — Дарла Мор
- Кристина Кокс — Джессика Кэпшоу

## Съёмочная группа
- Режиссёры:
  - Скотт Уильямс (2 эпизода, 1998)
  - Алан Симмондс (3 эпизода, 1998—1999)
  - Джеймс Хэд (2 эпизода, 1998—1999)
  - TW Peacocke (2 эпизода, 1998)
  - Кари Скогланд (2 эпизода, 1998)
  - Брентон Спенсер (2 эпизода, 1999)
  - Скотт Саммэргилл (2 эпизода, 1999)
  - Тибор Такача (2 эпизода, 1999)
- Сценаристы:
  - Брайс Цабель (6 эпизодов, 1998—1999)
  - Наоми Джензен (1 эпизод, 1998)
  - Питер М. Ленков
  - Джеймс O’Барр

## Производство

### Места съемок
Производство проходило в Ванкувере и его окрестностях, которые в сериале называются Порт-Колумбия. Несколько сцен были сняты в Музее горного дела Британской Колумбии в Британия-Бич.

### Музыка
Как и в каждой экранизации и оригинальном комиксе, ключевую роль в сериале сыграла андеграундная музыка. Такие группы, как Econoline Crush и Mudgirl, выступили в качестве гостей на шоу, а исходная музыка включала треки Роба Зомби, The Crystal Method, Delerium, Bif Naked, The Painkillers, Oleander и Xero. Два трека из альбома Питера Химмельмана 1998 года, «Fly So High» и «Seven Circles», были перезаписаны для использования группой Эрика Дрейвена, причем последняя песня стала основным сюжетным моментом во время ранние серии сериала.

### Несчастные случаи
Взрыв спецэффектов пошёл не так во время съемок 15 августа 1998 года, когда каскадер Марк Акерстрим получил удар по голове и погиб от летящих обломков.

### Отмена сериала
Несмотря на положительные отзывы  и достойные рейтинги, сериал был отменен после одного сезона в июне 1999 года, когда Polygram была продана компании Universal Studios, которая решила не продолжать проект. Продюсеры планировали снять телевизионный фильм, чтобы подвести итоги основного клиффхэнгера в конце финального эпизода, но этого так и не произошло.
Позже Брайс Забел рассказал, что планирует снять 6-часовой мини-сериал по завершении шоу. По его словам, Эрик должен был вновь воскреснуть через пять лет после событий финала первого сезона.

## Трансляция
В 1999 и 2000 годах сериал широко транслировался на канале The Sci-Fi Channel в США и Великобритании. В марте 2010 года сериал был показан на канале CBS Action в Великобритании.

## DVD-релизы
17 марта 2005 года все 22 эпизода были выпущены на 5-дисковом бокс-сете DVD в Центральной Европе через голландского дистрибьютора A-Film. В набор вошли оригинальный трейлер трансляции, короткометражка за кулисами и фрагменты интервью с актёрами Марком Дакаскосом, Марком Гомесом, Сабиной Карсенти, Кэти Стюарт и Джоном Пайпер-Фергюсоном, координатором боев Джеймсом Лью, дрессировщиком воронов Дэйвом Соузой, оператором-постановщиком Аттила Сали и исполнительные продюсеры Брайс Забель и Брэд Марковиц.
В 2005 году сериал также был выпущен в Австралии на шести дисках в двух томах через Warner Bros. в виде только эпизодов. Этому выпуску предшествовал ещё более простой сингл от Magna Pacific, на котором были представлены пилотный и два «бонусных» эпизода.
24 июля 2007 года Arts Alliance America выпустила «Ворон: Лестница в небо - Полный сериал» на 5-дисковом DVD только для США. Этот набор включает в себя обширный набор специальных функций, включая комментарии, фотогалерею и ролик с неудачными дублями.
15 февраля 2011 года Alliance Home Entertainment выпустила «Ворон: Лестница в небо - Полный сериал» на DVD только в Канаде.